# 阿皮尼亚诺-德尔特龙托
阿皮尼亚诺-德尔特龙托（義大利語：Appignano del Tronto），是意大利阿斯科利皮切诺省的一个市镇。总面积22.99平方公里，人口1939人，人口密度84.3人/平方公里（2009年）。ISTAT代码为044005。